# Capilla de San Vicente de Paúl de París

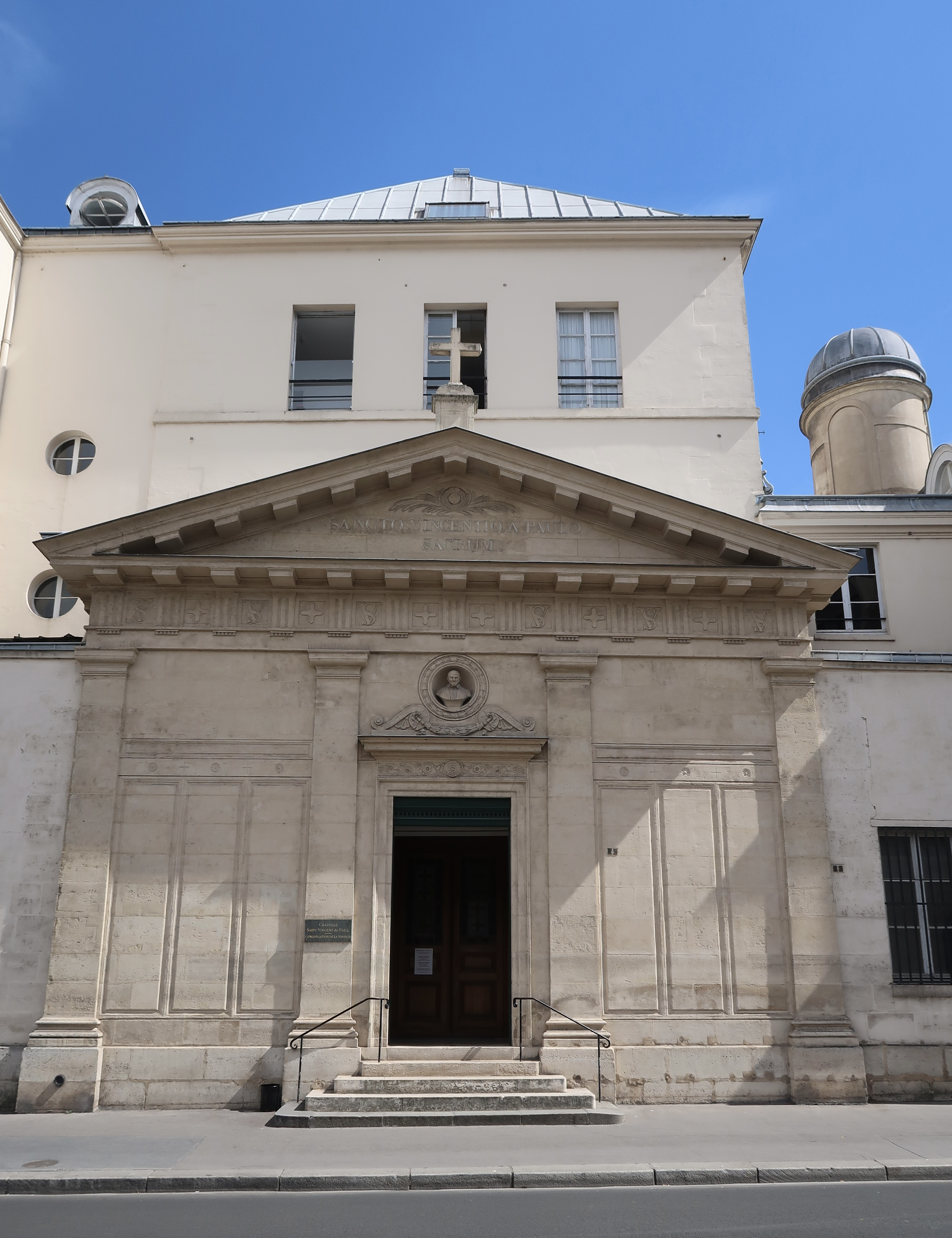
La capilla vista desde la calle Sevres

La Capilla de San Vicente de Paúl (Chapelle Saint-Vincent-de-Paul de Paris) está ubicada en el 95 de la rue de Sèvres, en el distrito 6 de París. Es un santuario profusamente decorado que guarda la urna relicario de San Vicente de Paúl.

## Historia

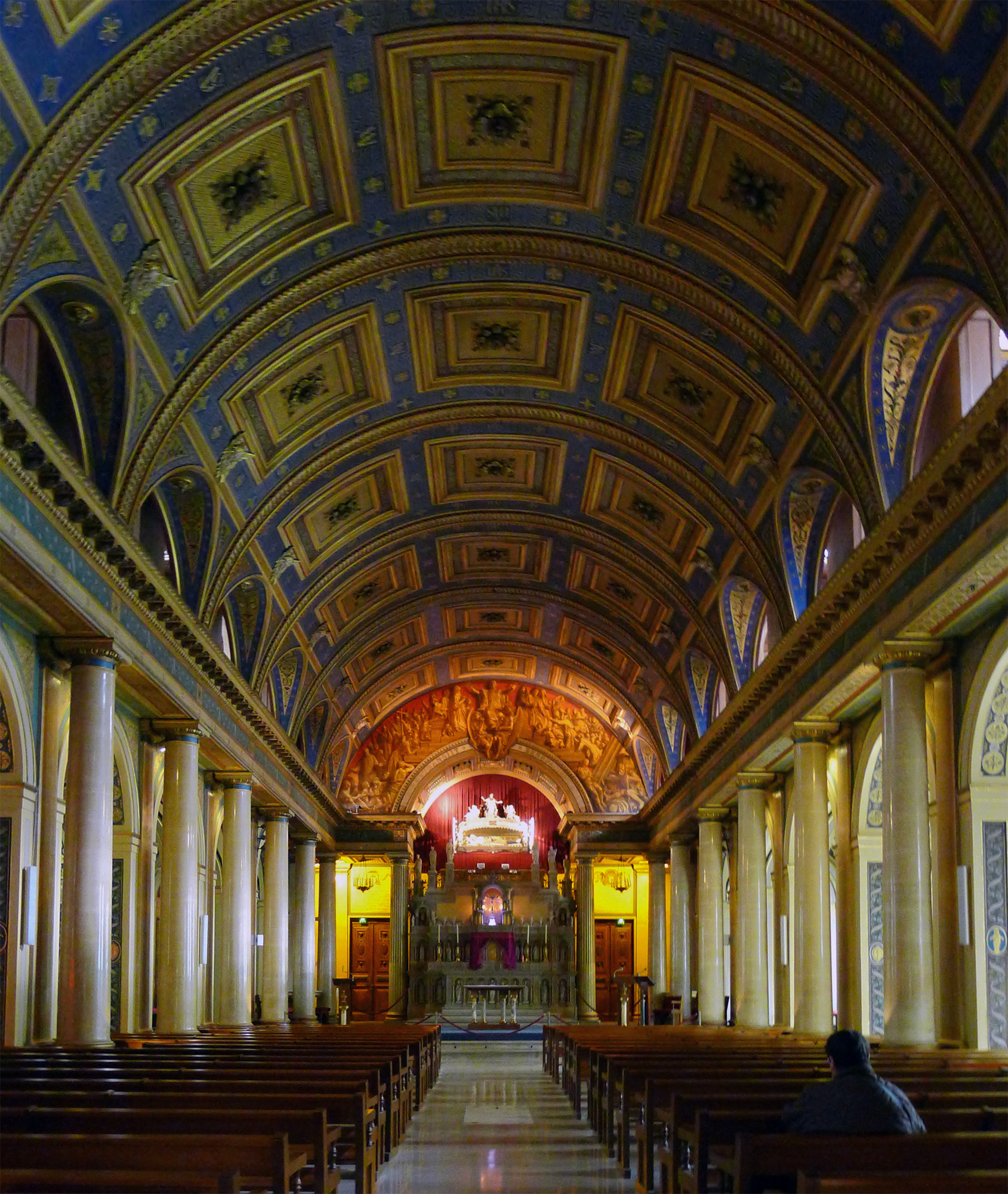
Nave y altar mayor.

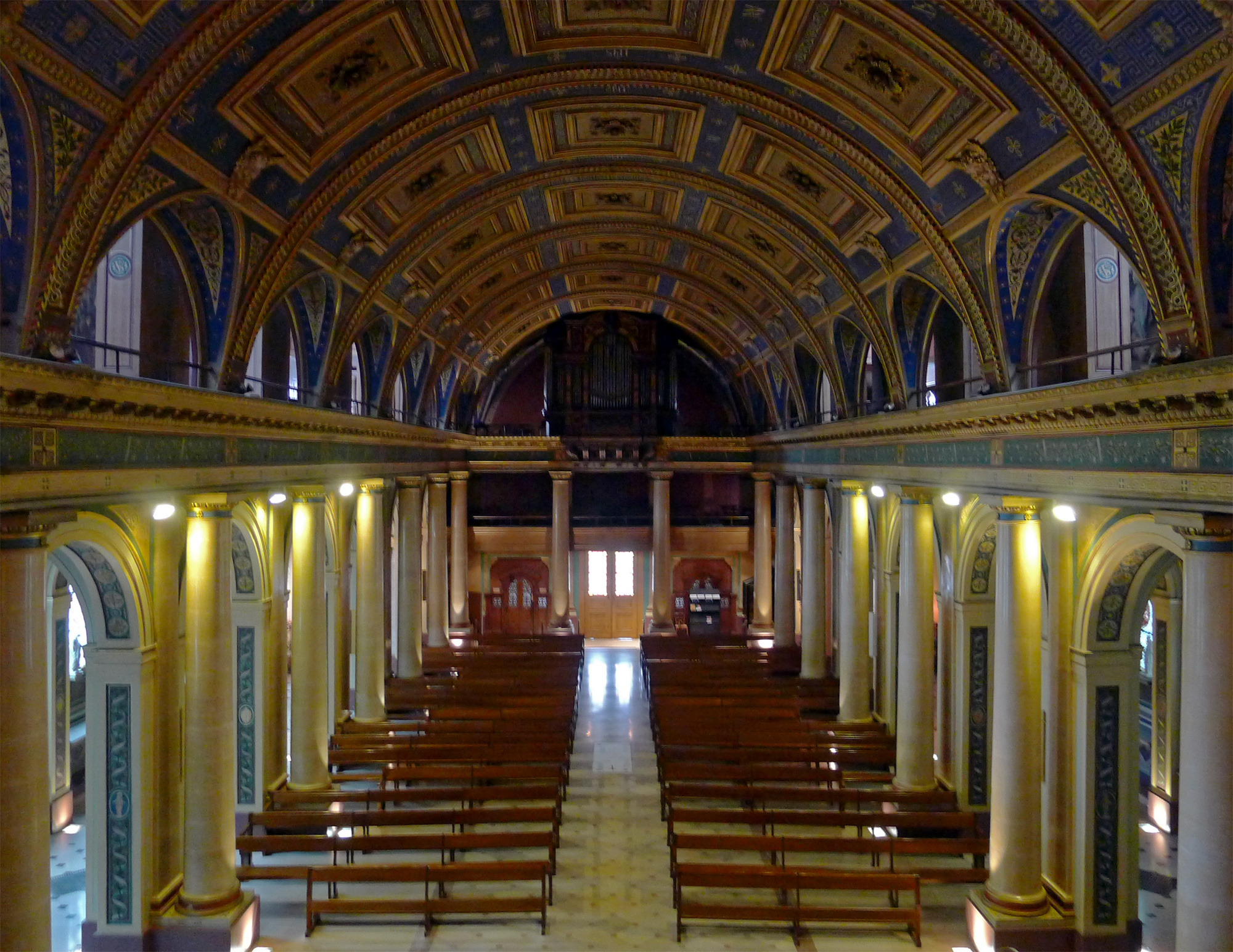
La capilla mirando a la entrada.

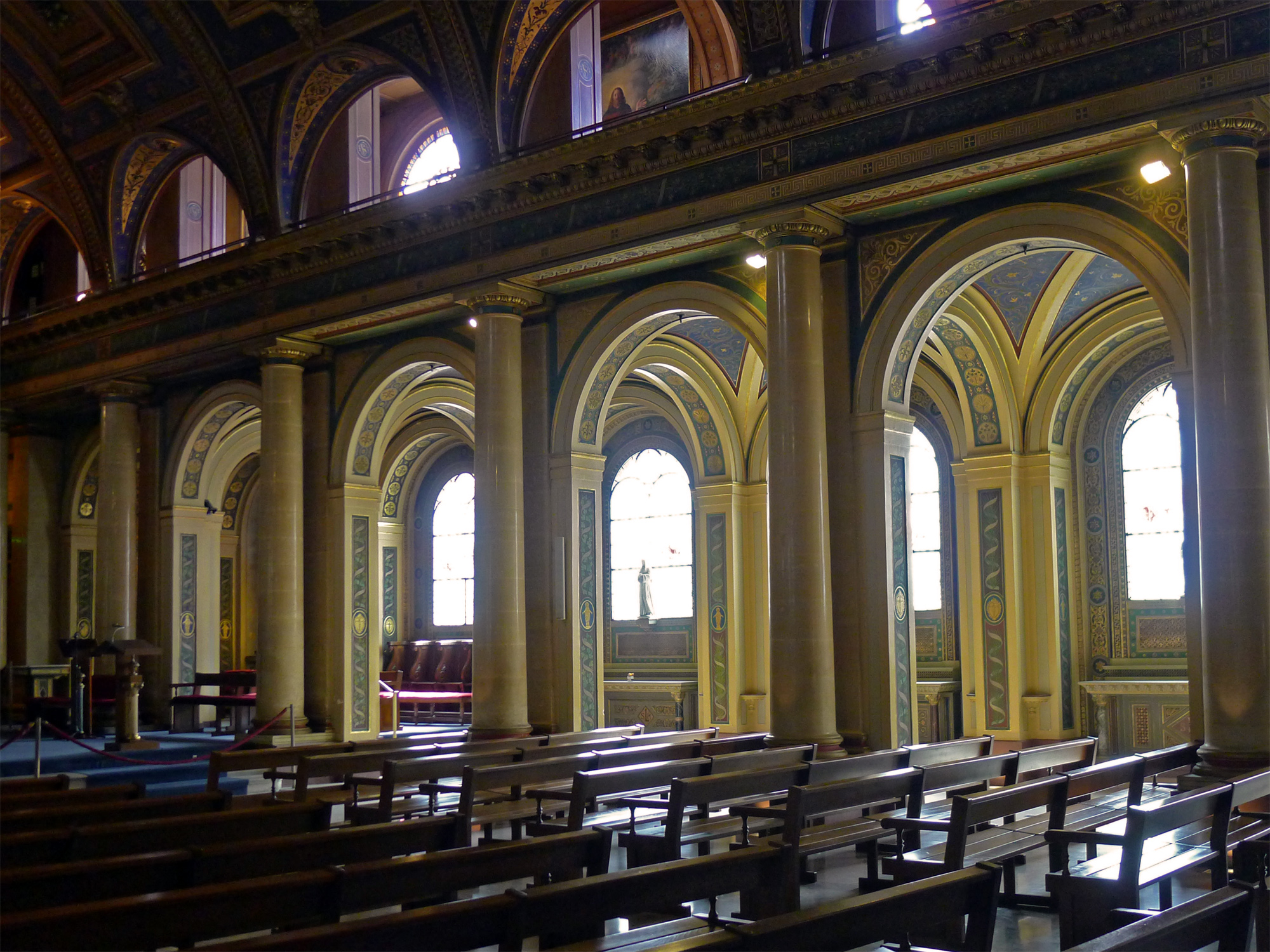
Nave mayor y nave lateral.

La capilla es la iglesia de los Lazaristas, hermanos y sacerdotes de la Congregación de la Misión, fundada en 1625 por San Vicente de Paúl y trasladada en 1817 a la calle de Sèvres, después de haber sido expulsada del antiguo priorato de Saint-Lazare durante la revolución.
En honor a su fundador, los vicencianos construyeron una capilla para recoger las reliquias de San Vicente de Paúl. La primera piedra de la capilla se colocó el 17 de agosto de 1826 y fue terminada al año siguiente, e inaugurada el 1 de noviembre de 1827 por el arzobispo de París, Mons. de Quélen. Sobre el altar se halla la urna de plata que contiene los restos de San Vicente de Paúl.
La capilla fue restaurada en 1983 y 1992. Está clasificada como monumento histórico mediante decreto publicado en el Diario Oficial el 27 de marzo de 1994.
Esta capilla tiene planta basilical sencilla, sin crucero, con una nave principal y dos naves laterales. La cabecera de la nave principal consiste en un coro reducido, sin ábside, pero culminada con un piso donde se encuentra la urna que contiene los restos del santo. En el extremo opuesto, encima de la entrada, según la disposición habitual, se encuentra el órgano.

## Altar Relicario de San Vicente
El relicario que contiene el cuerpo de Vicente de Paúl fue colocado en la capilla, encima del altar, el 25 de abril de 1830, y es accesible por dos escaleras situadas a ambos lados del altar. La urna relicario, decorada con esculturas de plata, fue realizada por el orfebre Jean-Baptiste-Claude Odiot. Mide 2,25 metros de largo, 65 centímetros de ancho y poco más de un metro de alto en el centro. Se sitúa sobre un conjunto esculpido que representa a San Vicente de Paúl elevándose hacia el cielo con los emblemas de la fe, la esperanza y la caridad, las tres virtudes teologales llevadas por cuatro ángeles. Para su creación se abrió una suscripción pública, cubierta en gran parte por el pueblo de París, muy devoto de este santo tan cercano a los pobres.
El cuerpo de San Vicente de Paúl, fallecido el 27 de septiembre de 1660, fue encontrado intacto en 1712, salvo los ojos y la nariz, 52 años después de su muerte. En 1737 sólo quedaba el esqueleto. Estas reliquias pudieron esconderse y escapar de la agitación revolucionaria. En el esqueleto conservado, la cara y las manos cubiertas de cera han sido remodeladas, de modo que Vicente de Paúl parece descansar tranquilamente, vestido con sus vestiduras sacerdotales. La cruz que tiene en sus manos es aquella con la que dio la extremaunción al moribundo rey Luis XIII. El corazón de Vicente de Paúl se conserva separadamente en la capilla de las Hijas de la Caridad situada muy cerca, en el 140 de la rue du Bac, del distrito 7.
En la capilla se encuentran también las tumbas de dos sacerdotes de la congregación que murieron como mártires en China: San Juan Gabriel Perboyre martirizado por estrangulamiento el 11 de septiembre de 1840; y San Francisco Régis Clet (murió enterrado en la Montaña Roja de Wuhan el 18 de febrero de 1820). También está la tumba del Padre Étienne, antiguo superior general de la congregación.

## Decoraciones y mobiliario
La decoración de la capilla es la habitual del final de la restauración, con abundancia de elementos decorativos. 
Las vidrieras, muy sobrias, contienen cada una dos medallones que representan diferentes episodios de la vida de Vicente de Paúl, en marrón realzado con amarillo. Las vidrieras datan de 1864.
La mayoría de las pinturas que representan escenas de la vida de la Virgen y de Cristo se deben a un hermano de la congregación, el hermano François, alumno de Ingres.
Junto a la capilla existe una sala de reliquias que contiene numerosos recuerdos de Vicente de Paúl, de Luisa de Marillac, cofundadora con Vicente de Paúl de las Hijas de la Caridad, y de los mártires de la congregación lazarista.
El órgano, procedente de los talleres del famoso organero Aristide Cavaillé-Coll, data de 1864.
Louis Braille, además de enseñar en la Real Institución para Jóvenes Ciegos, fue un muy buen organista. Después de haber sido el organista de la iglesia de Saint-Nicolas-des-Champs (San Nicolás de los Campos) hasta 1845, ejerció de organista en la capilla de San Vicente de Paúl hasta su muerte en 1852 .

## Galería de imágenes de la Capilla de San Vicente Paúl

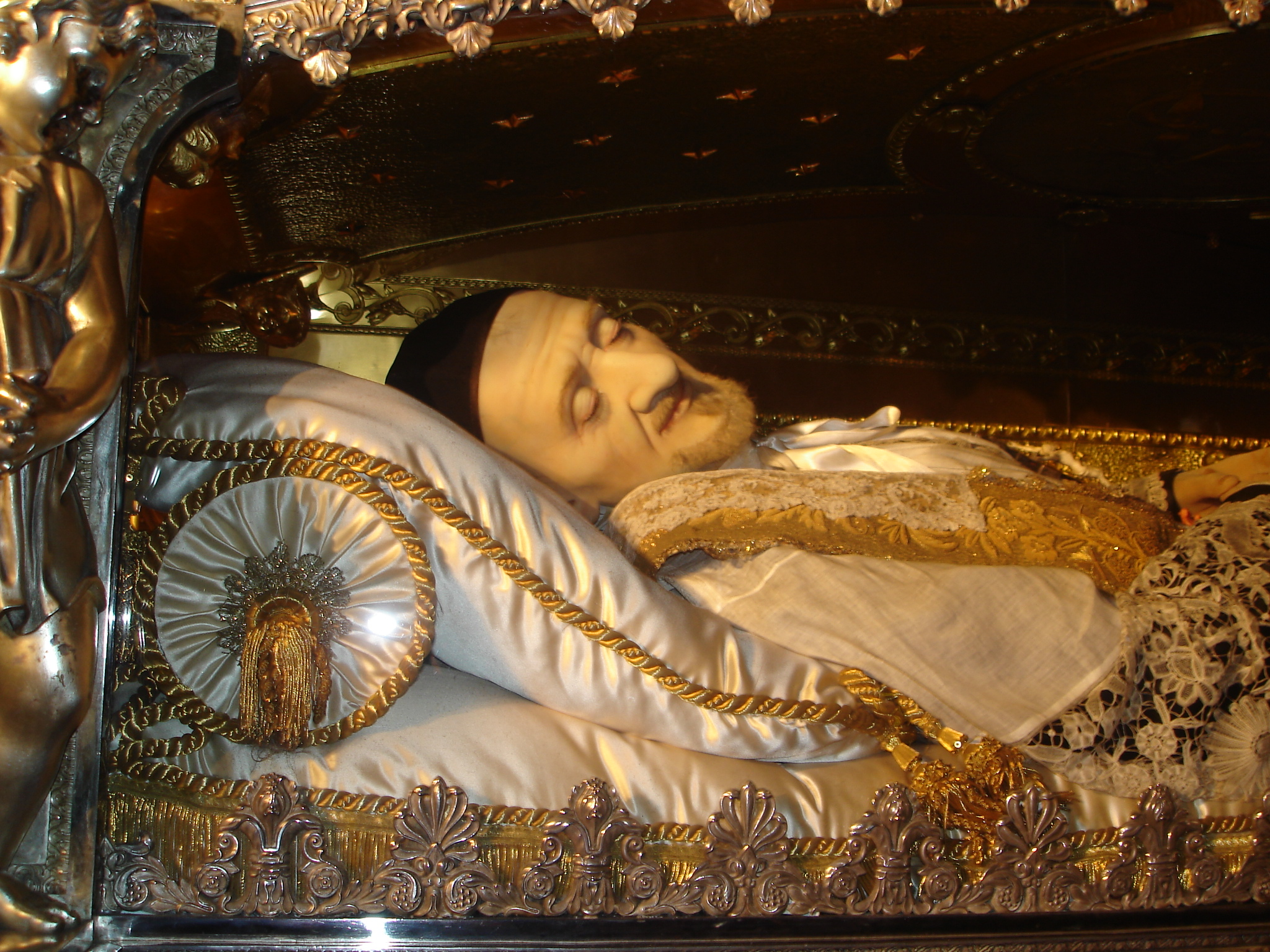
El cuerpo de San Vicente reposa en una urna ricamente decorada.
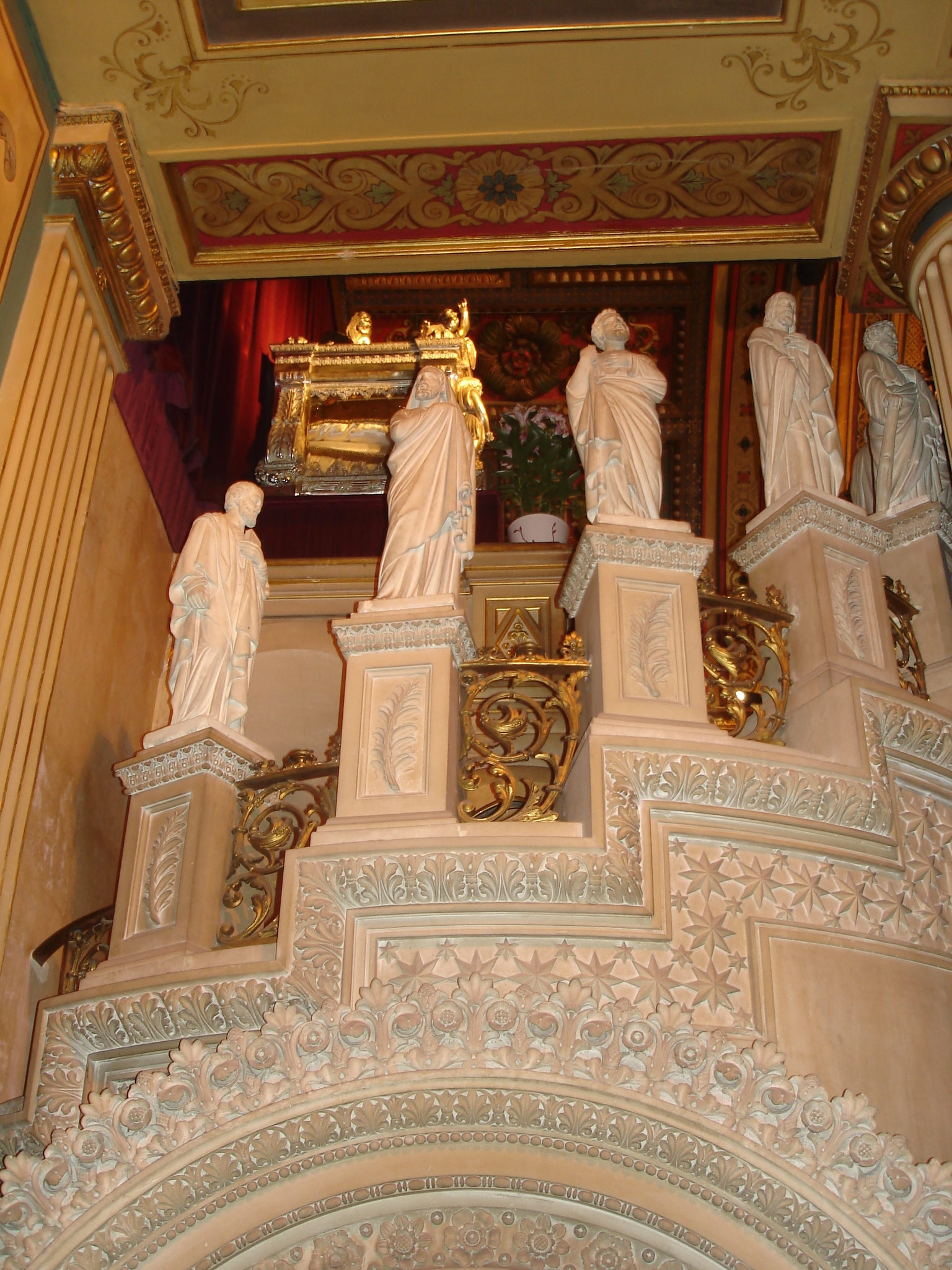
Escalera de acceso a la urna relicario.
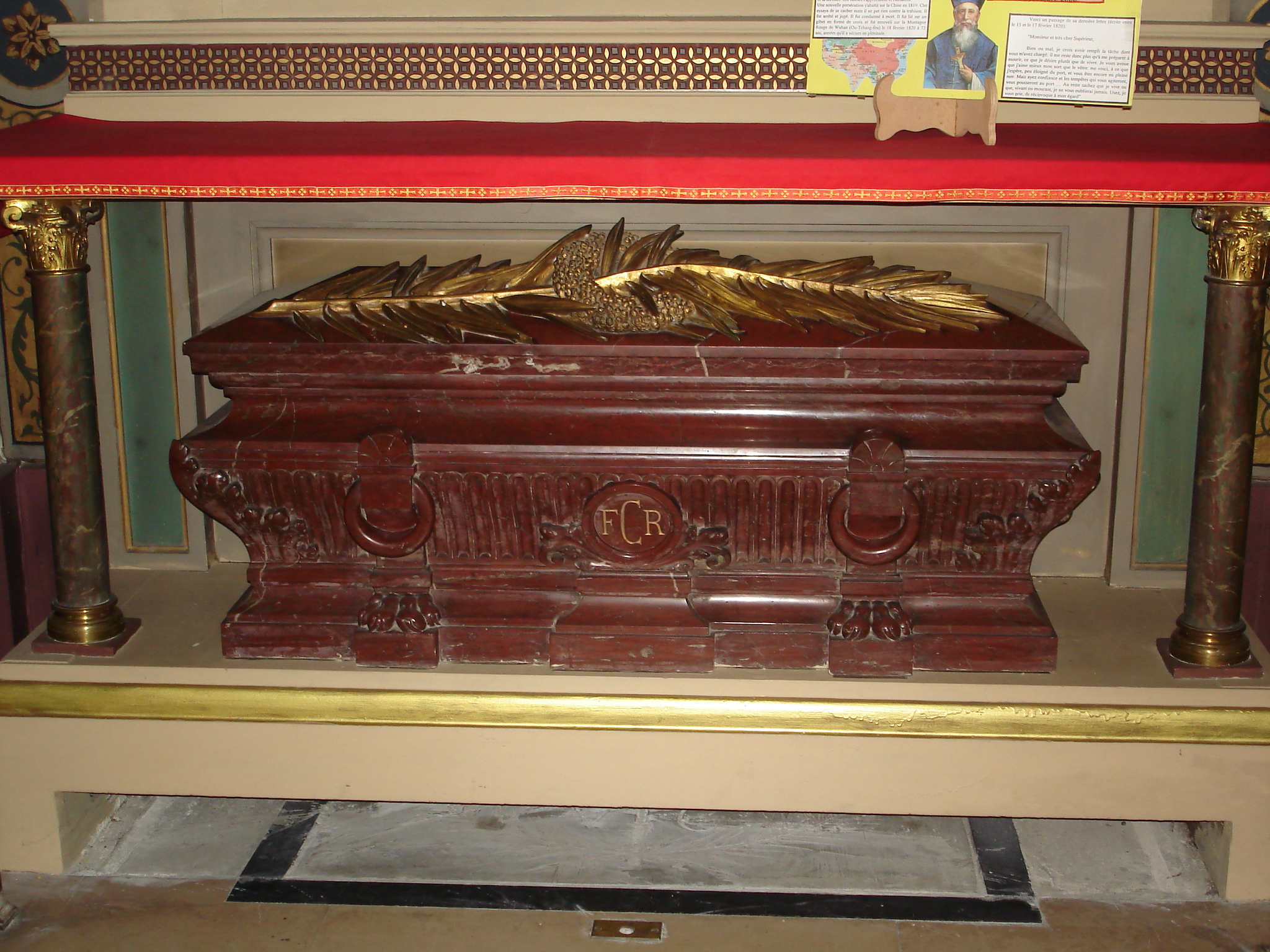
Tumba de San François-Régis Clet.
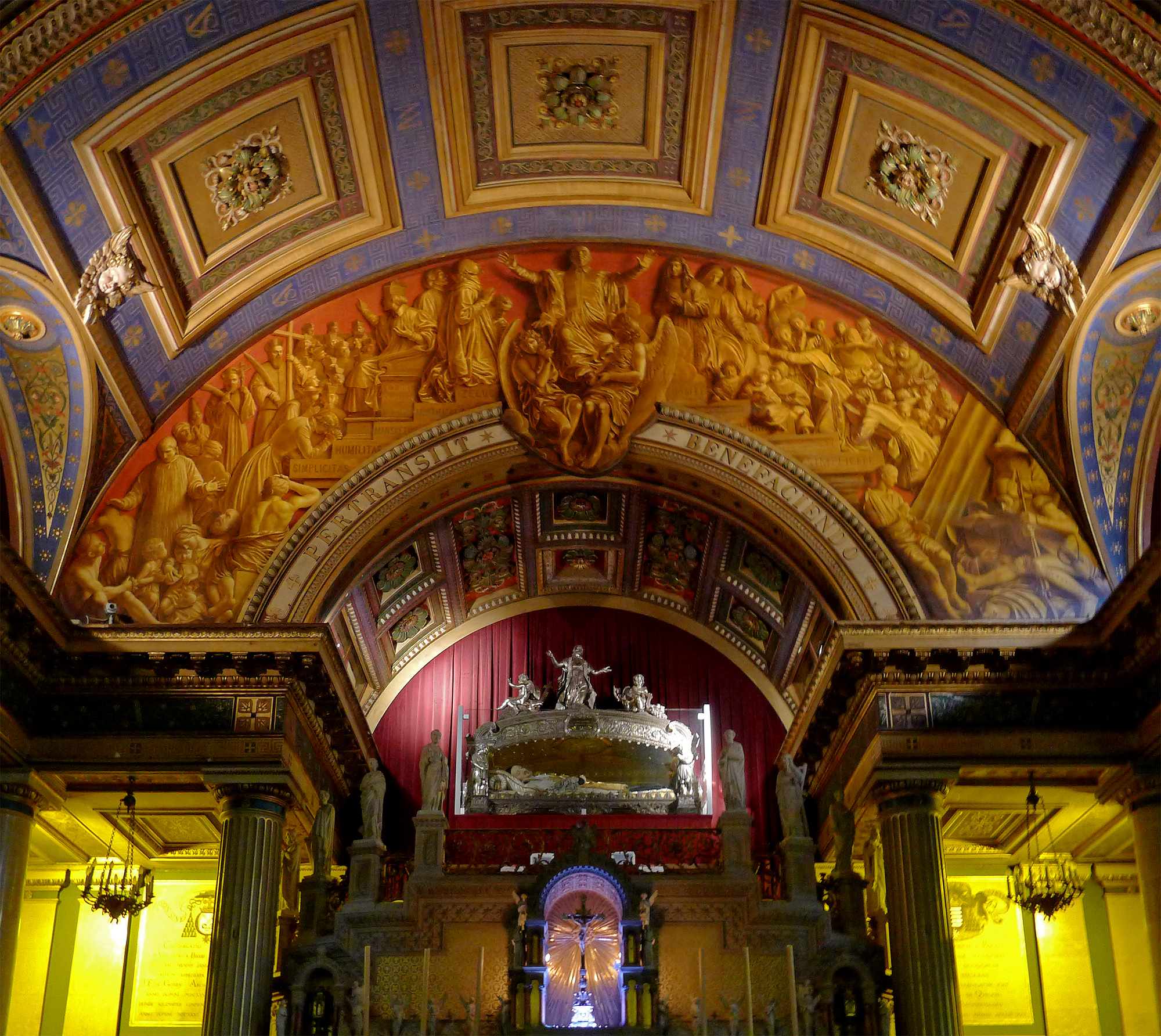
Vista del altar mayor.
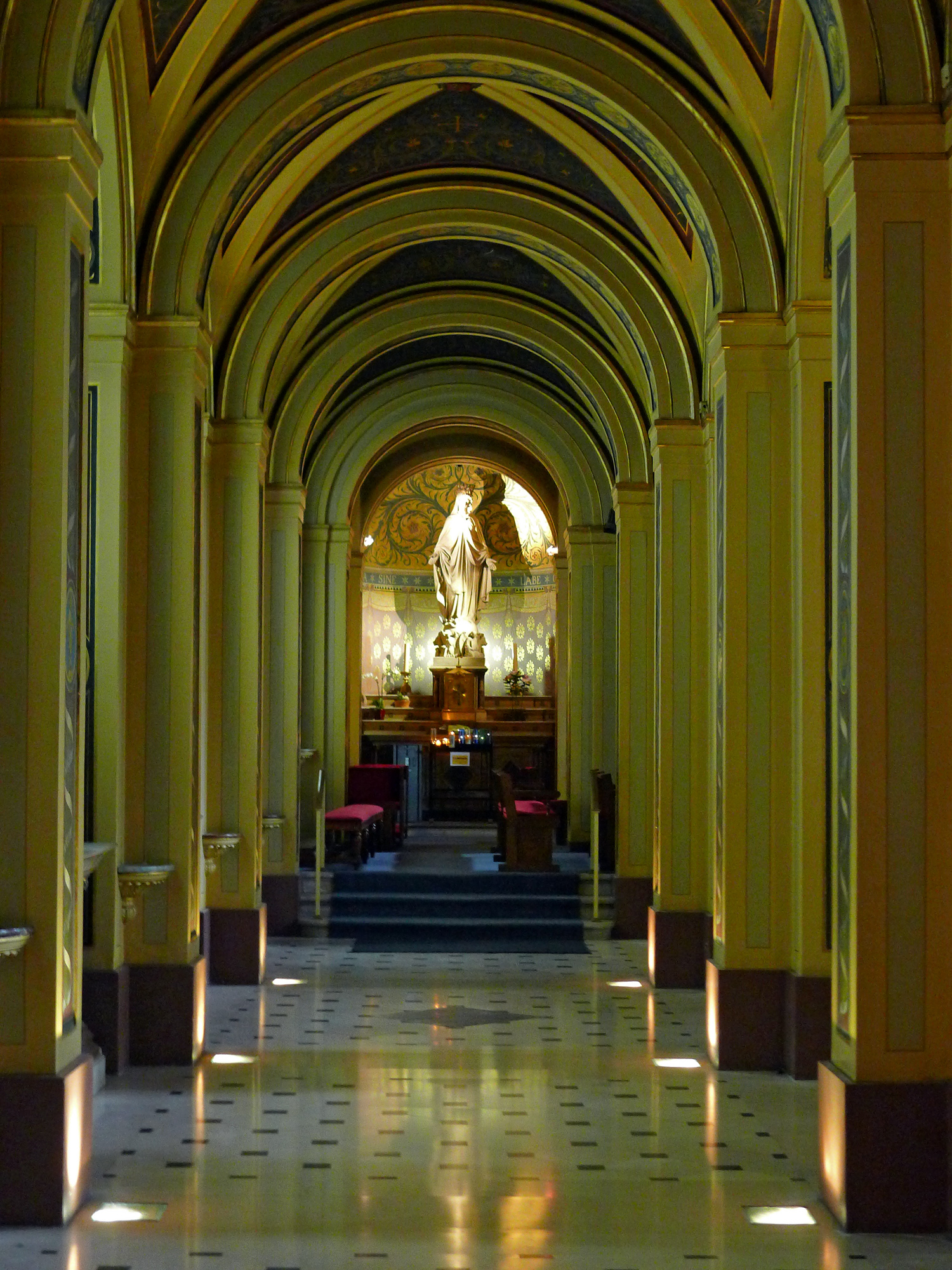
Nave lateral.
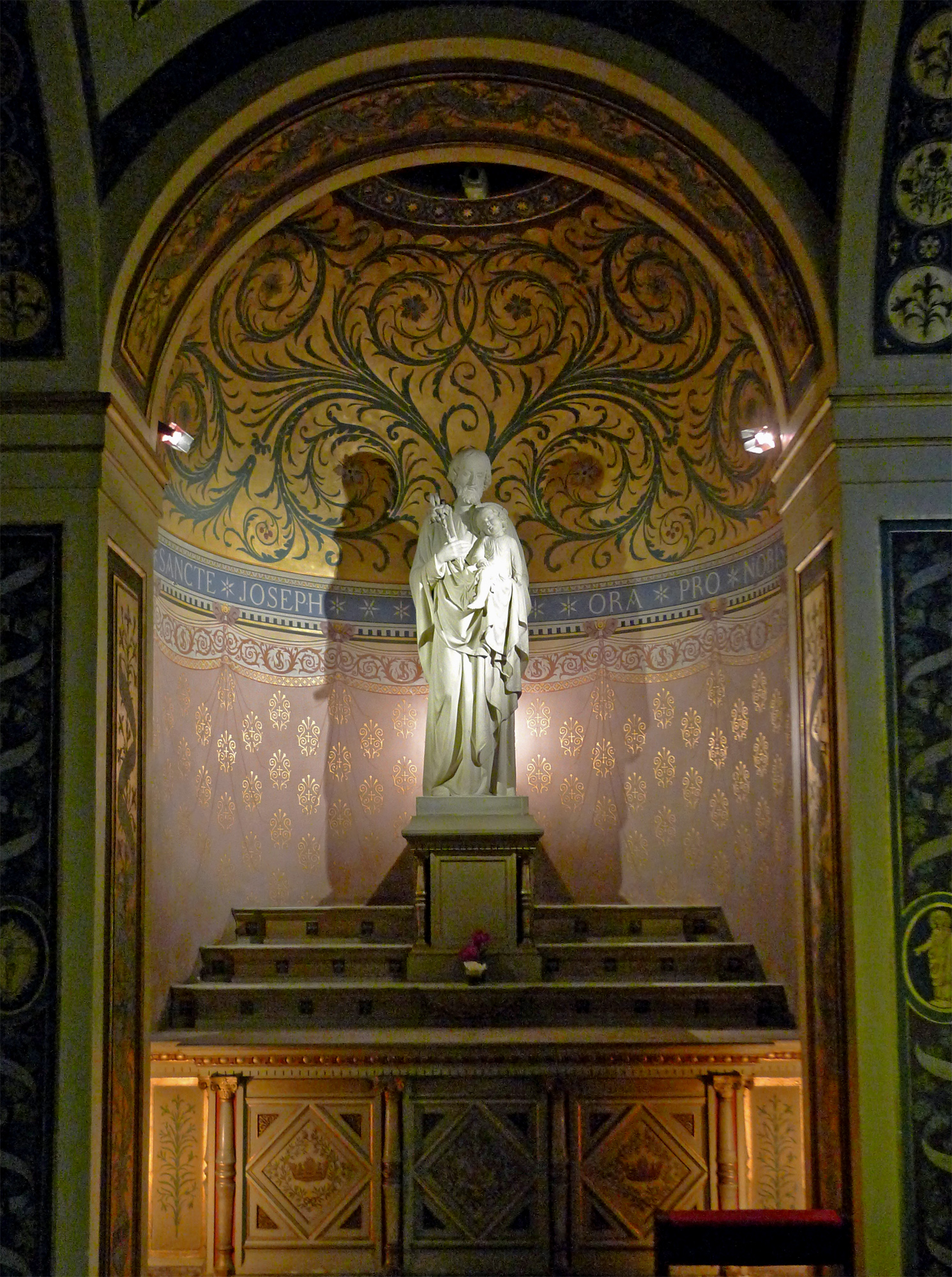
Capilla de San José.
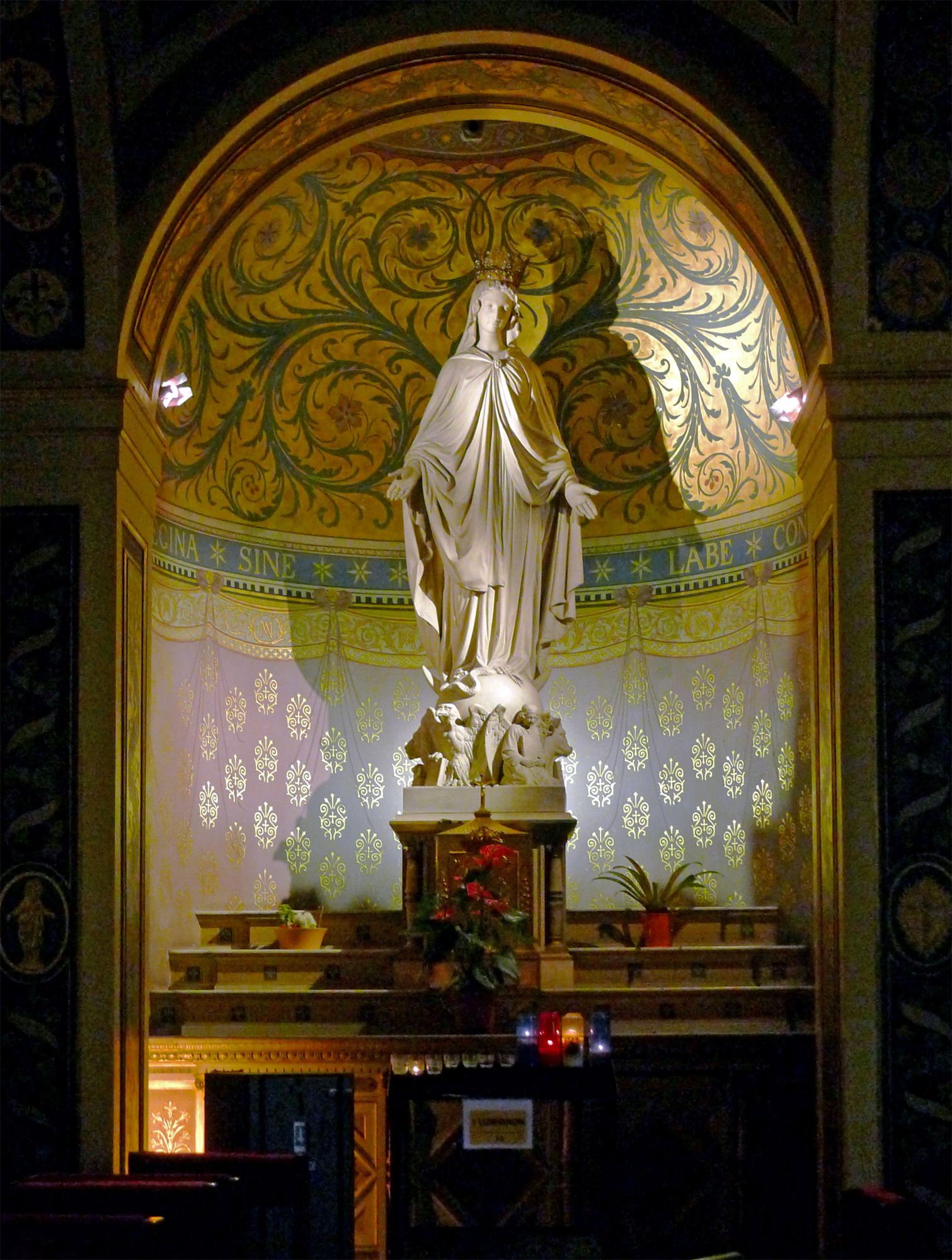
Capilla de la Virgen María.
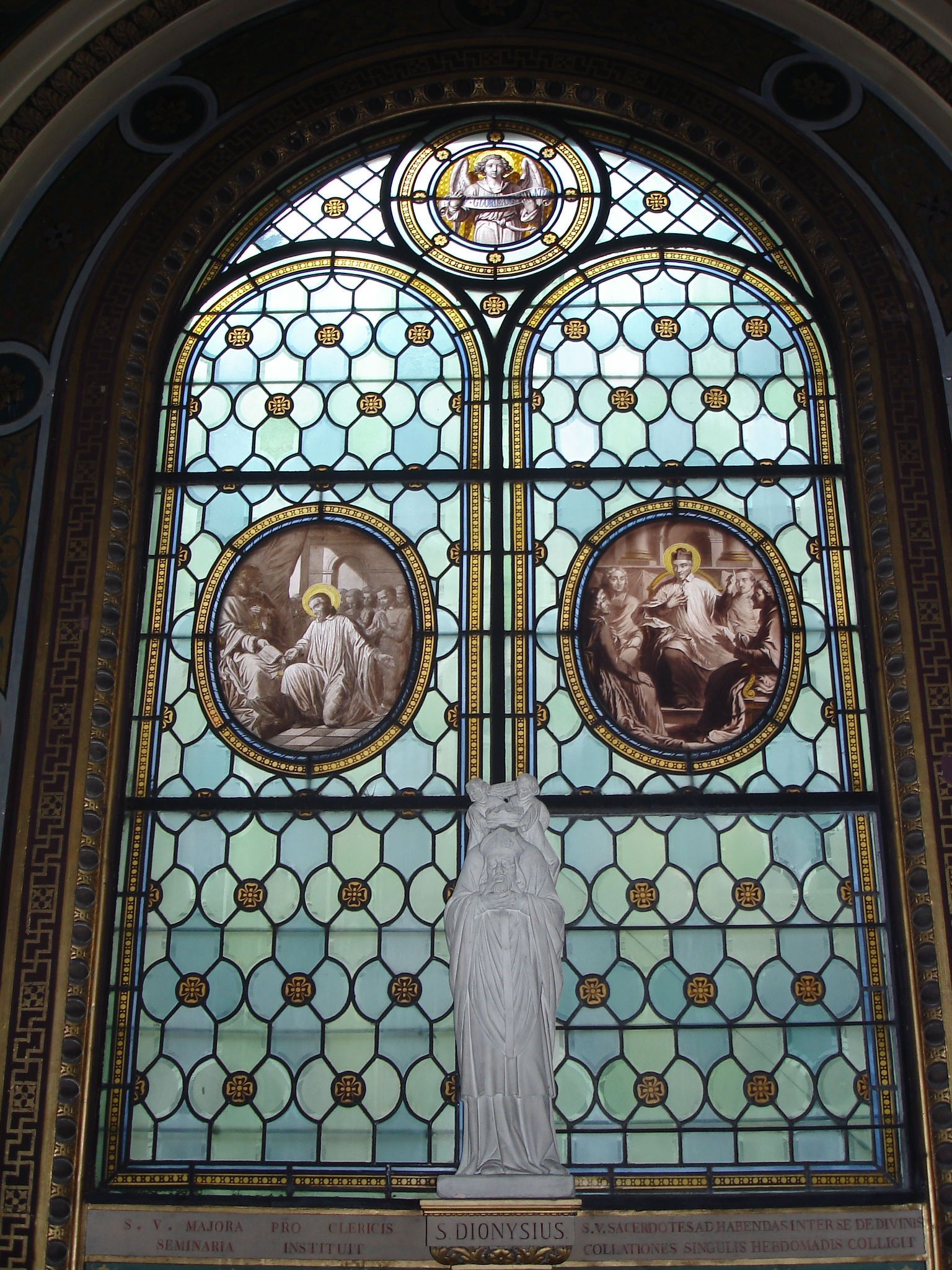
Vidriera
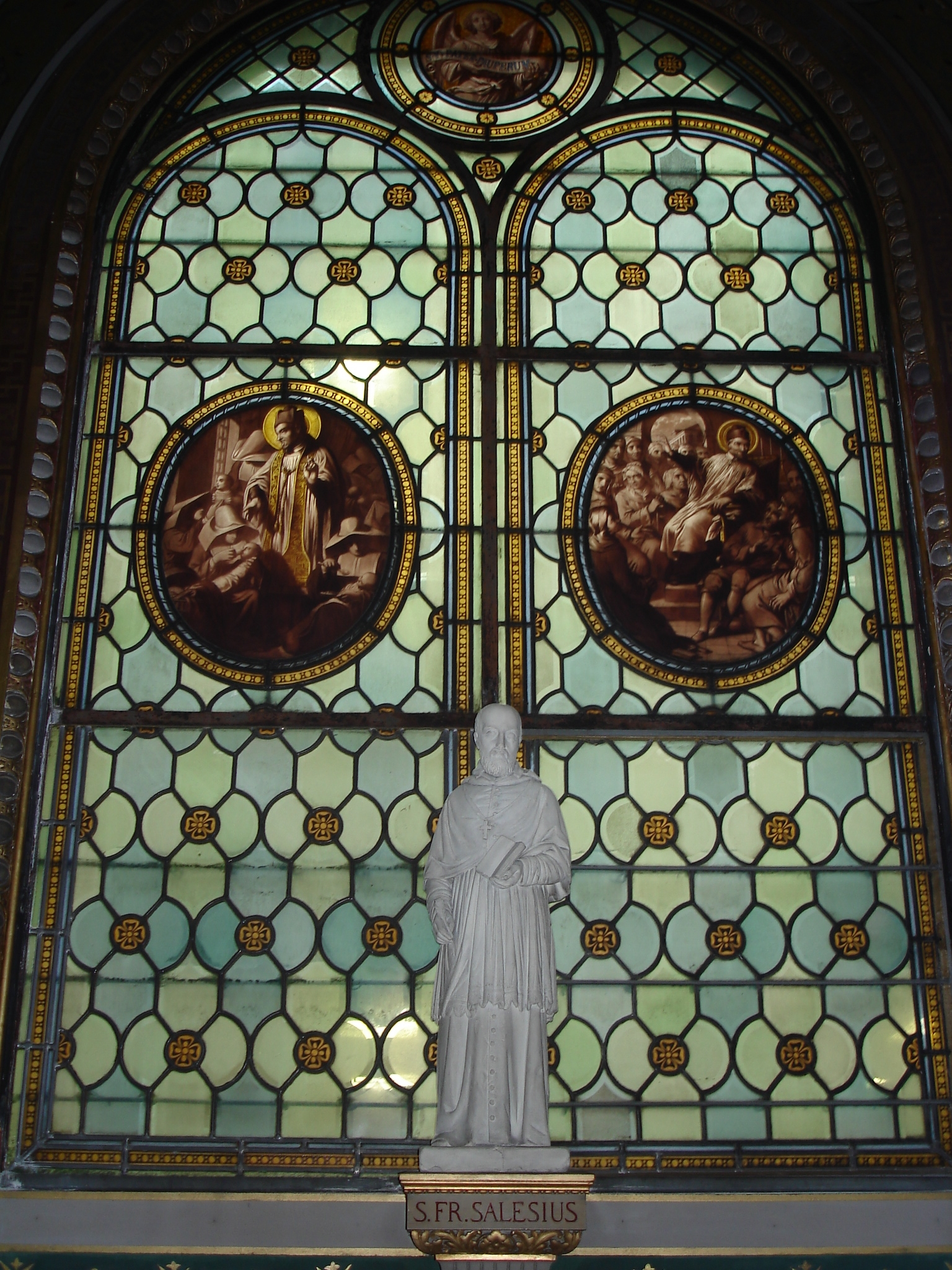
Vidriera
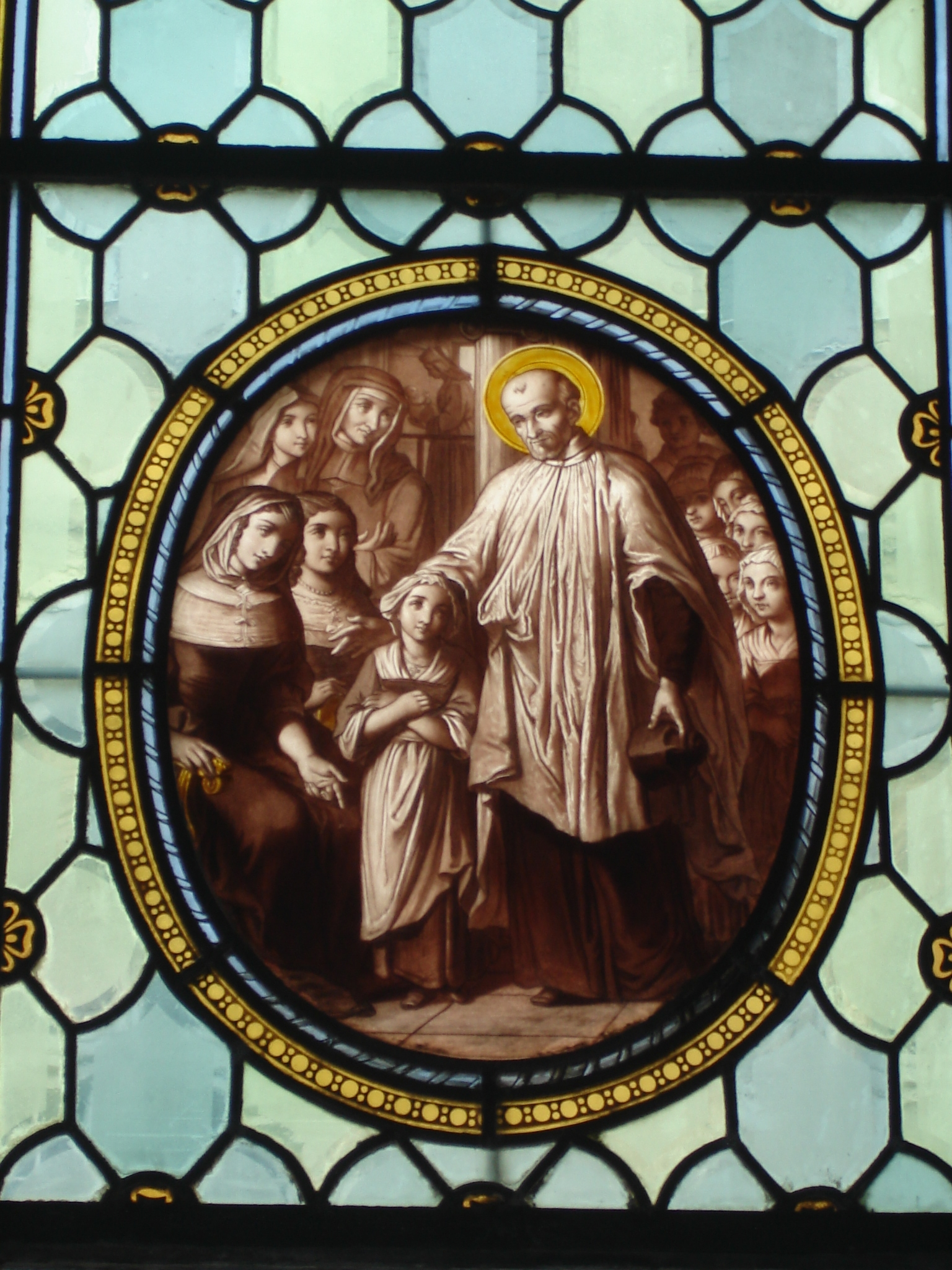
Vidriera: Escena de la vida de San Vicente.
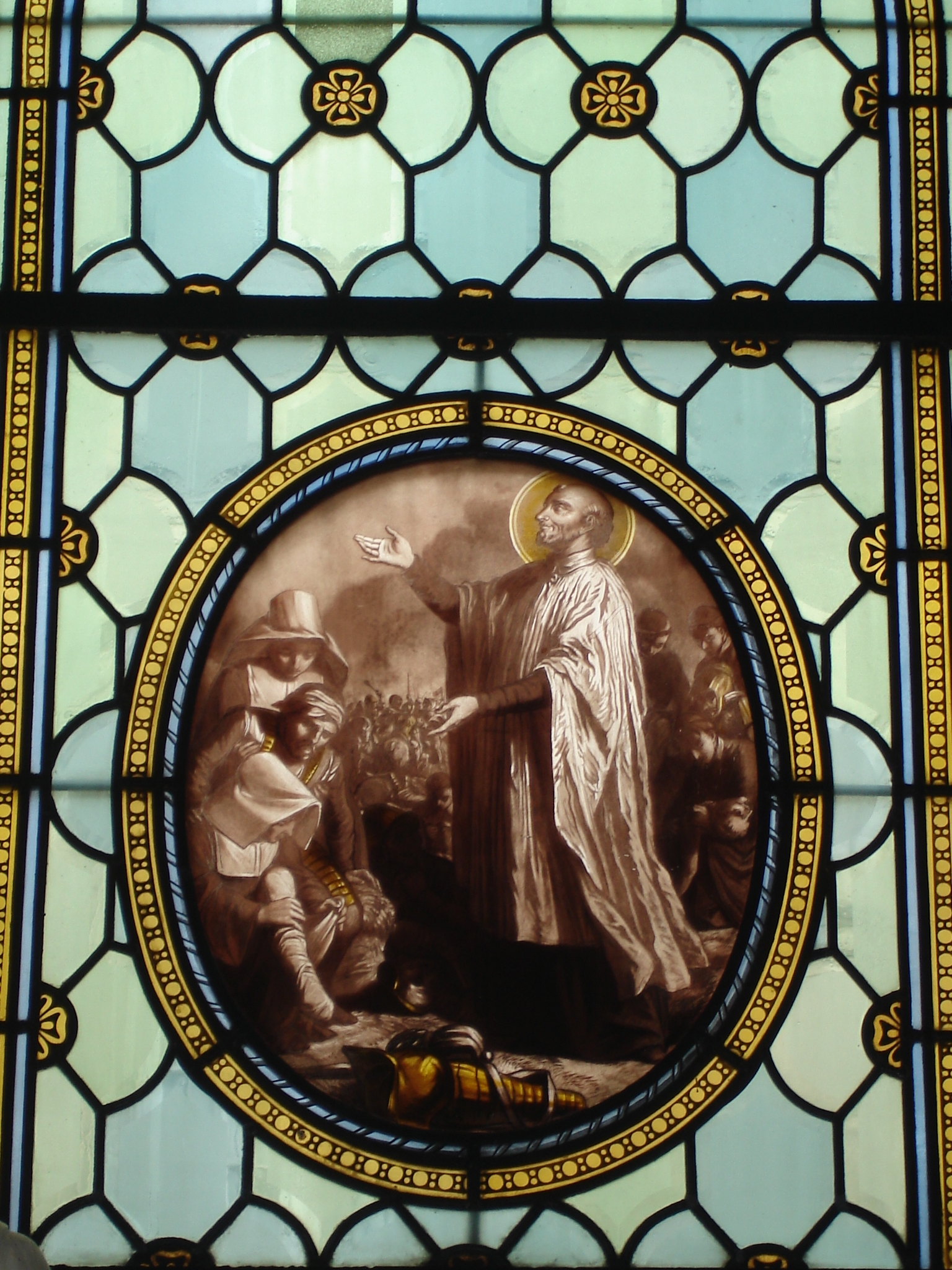
Vidriera: Escena de la vida de San Vicente.
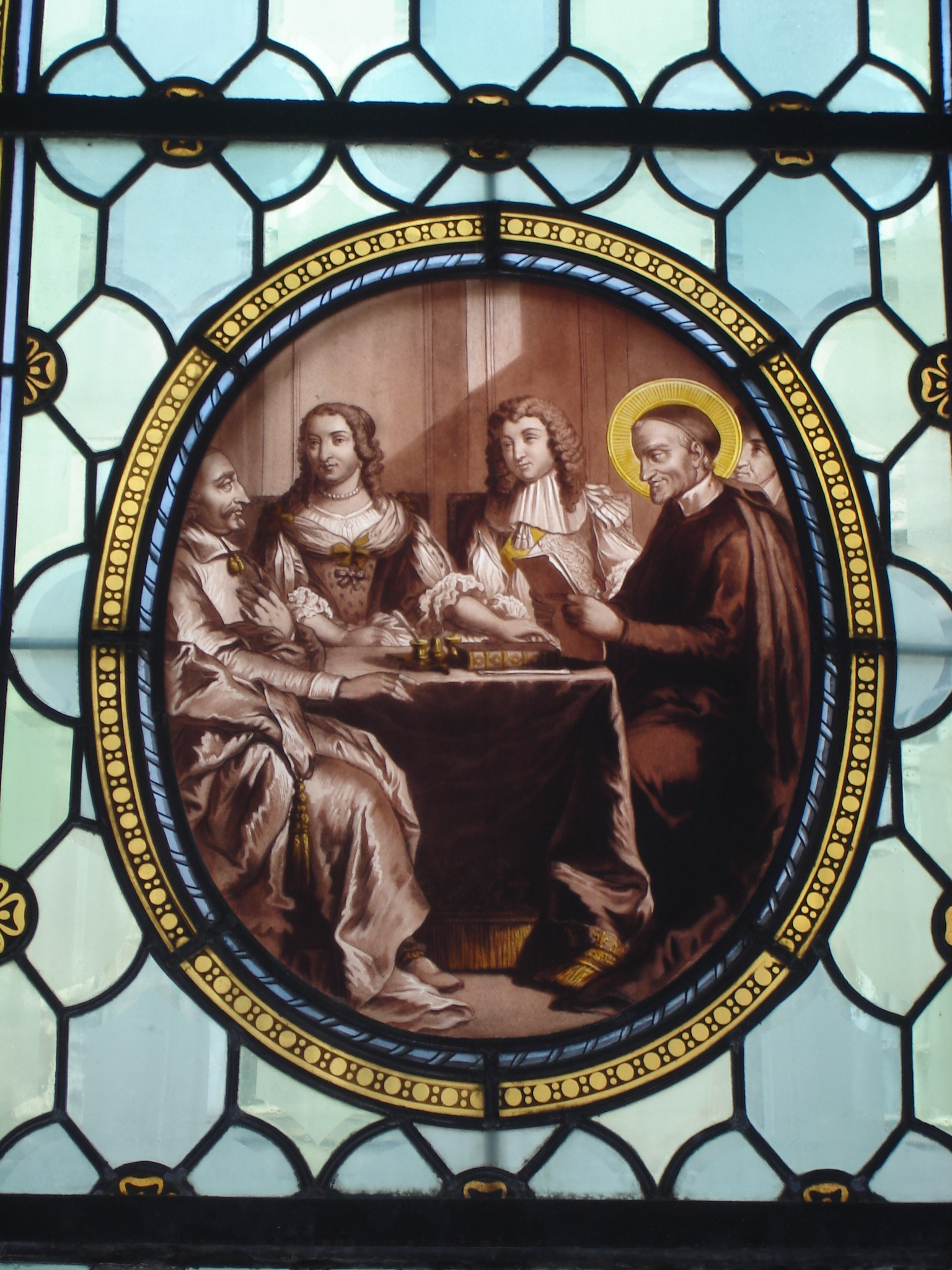
Vidriera: Escena de la vida de San Vicente.
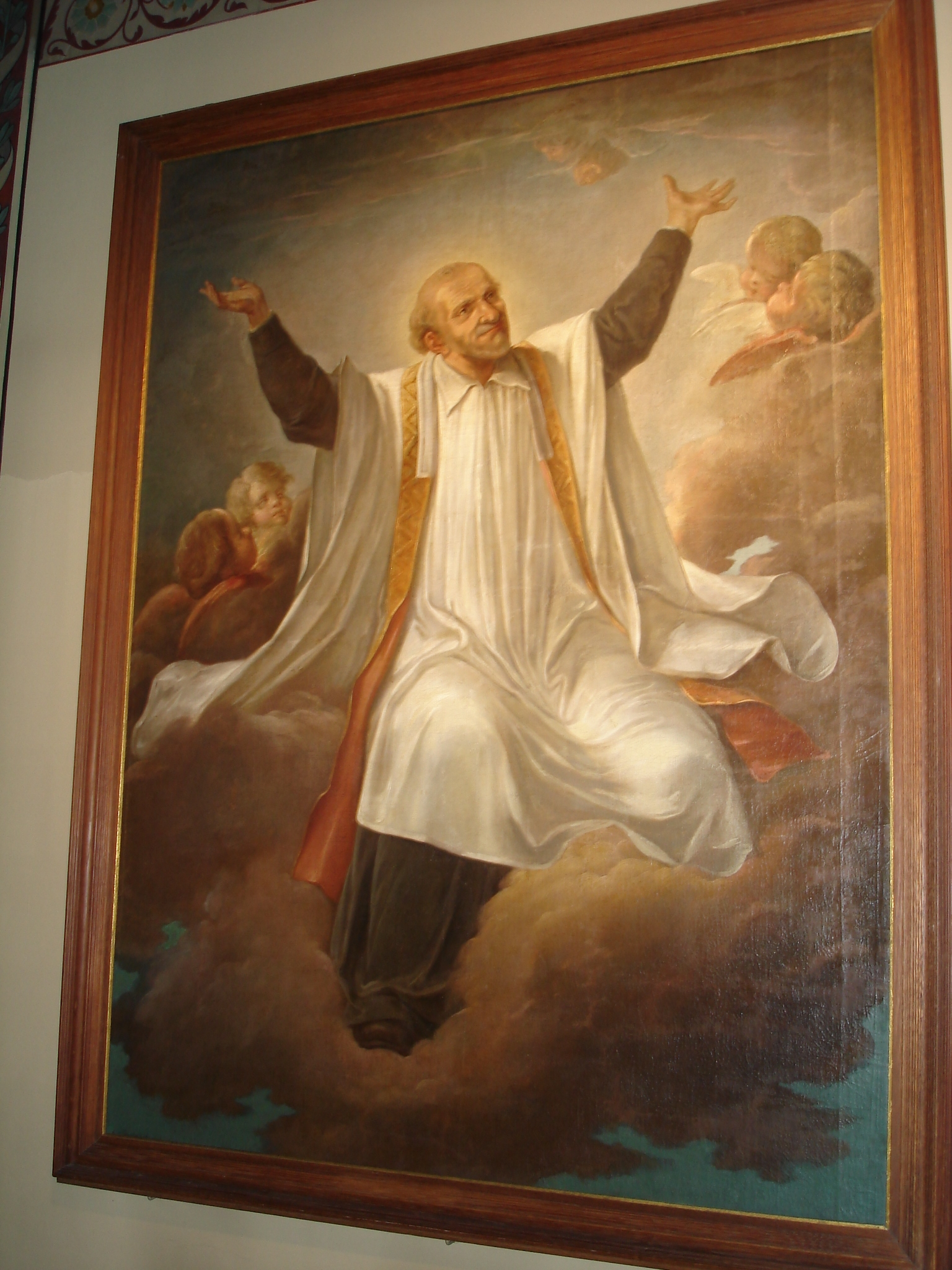
San Vicente de Paúl recibido en el Cielo.
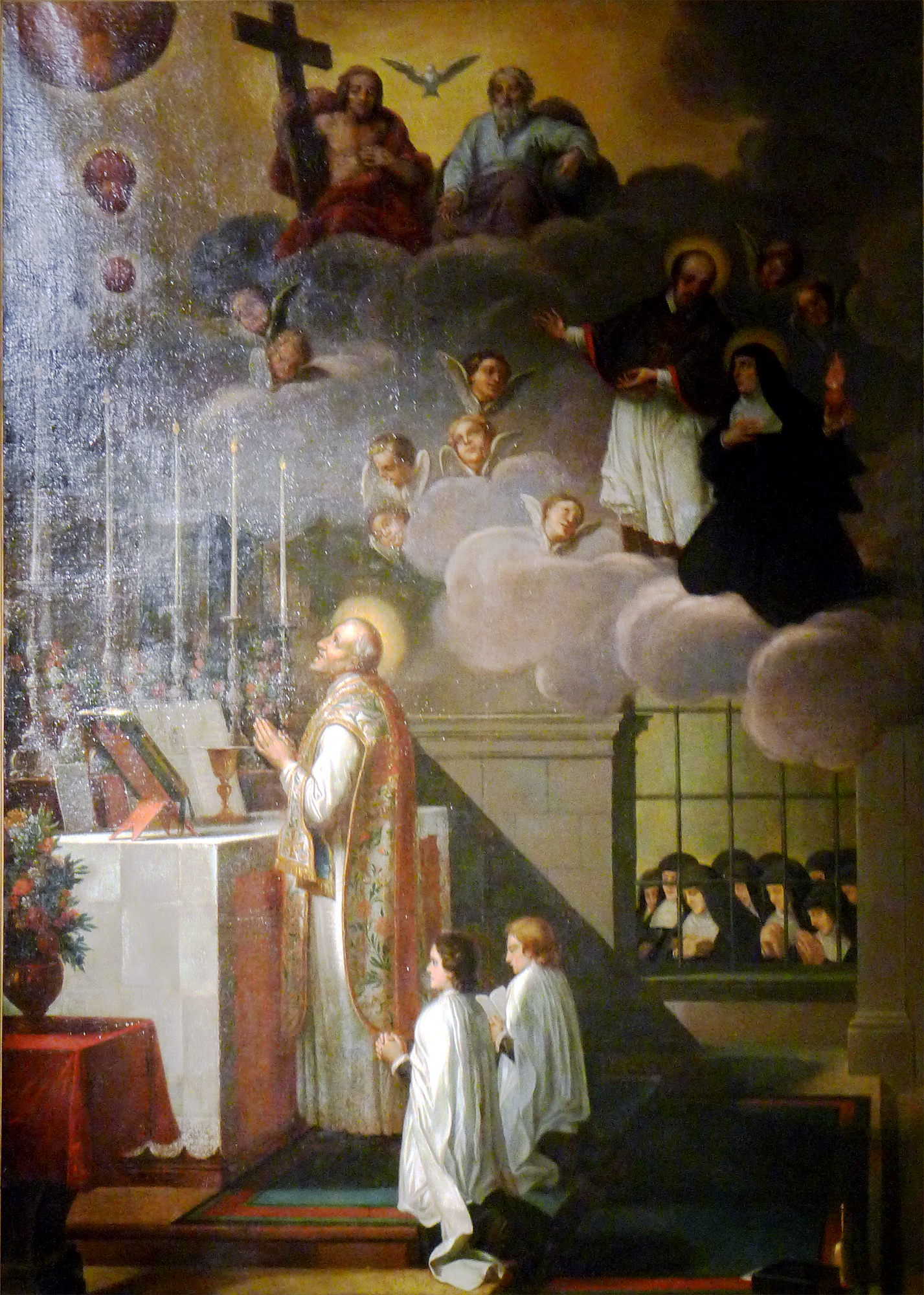
San Vicente Paúl celebrando la Santa Misa.
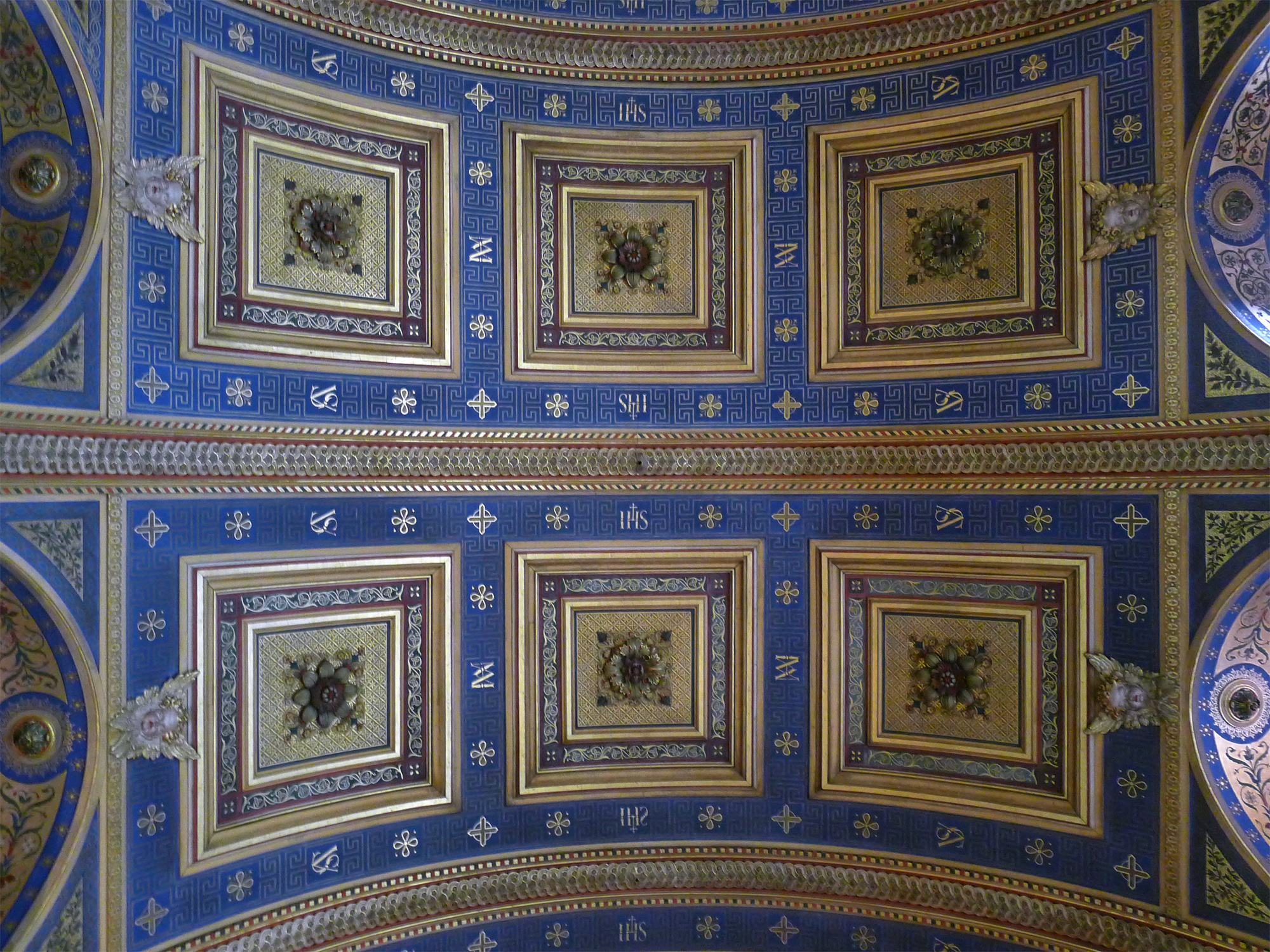
Techo decorado.
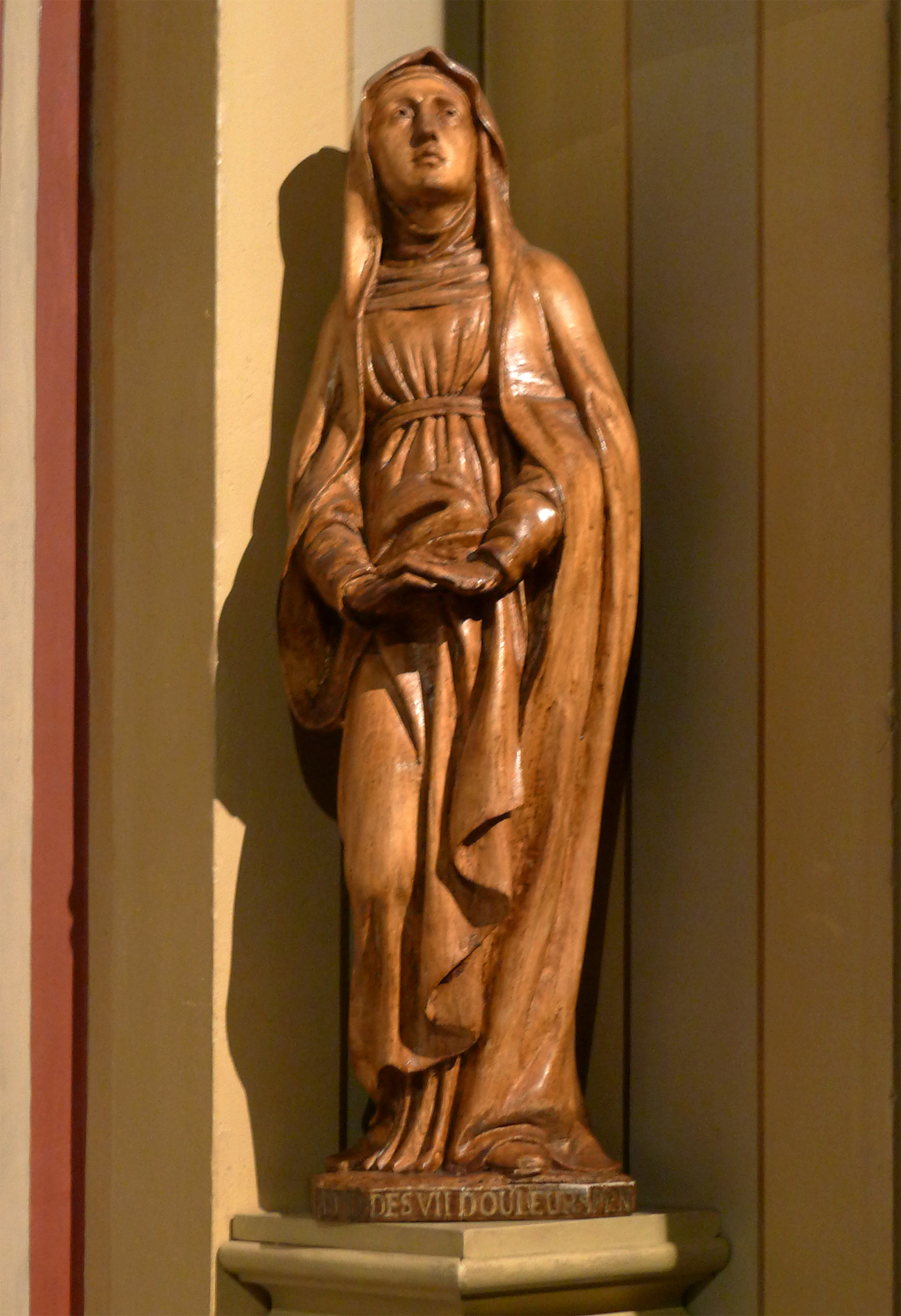
Estatua de madera.
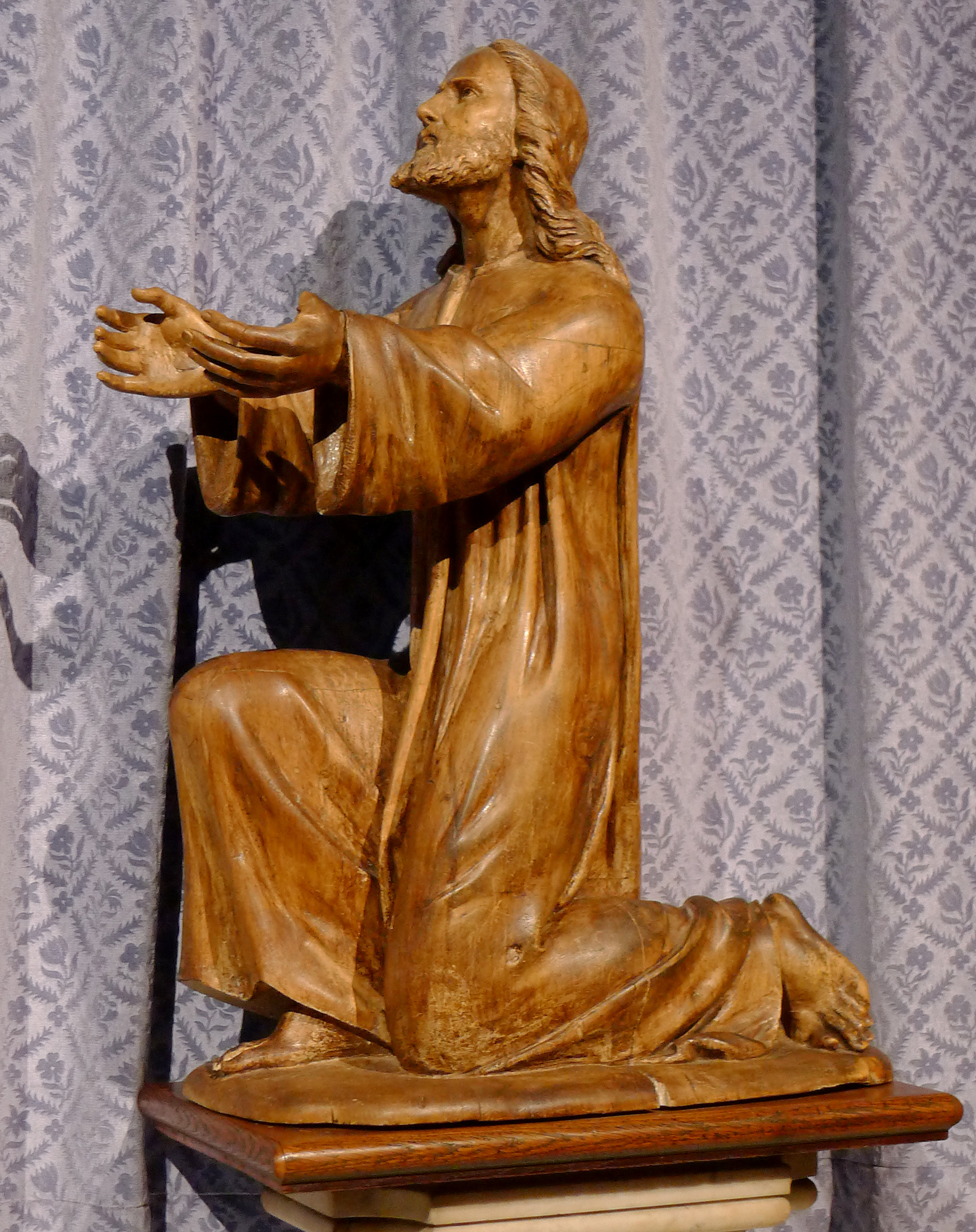
Cristo orando en el Monte de los Olivos.
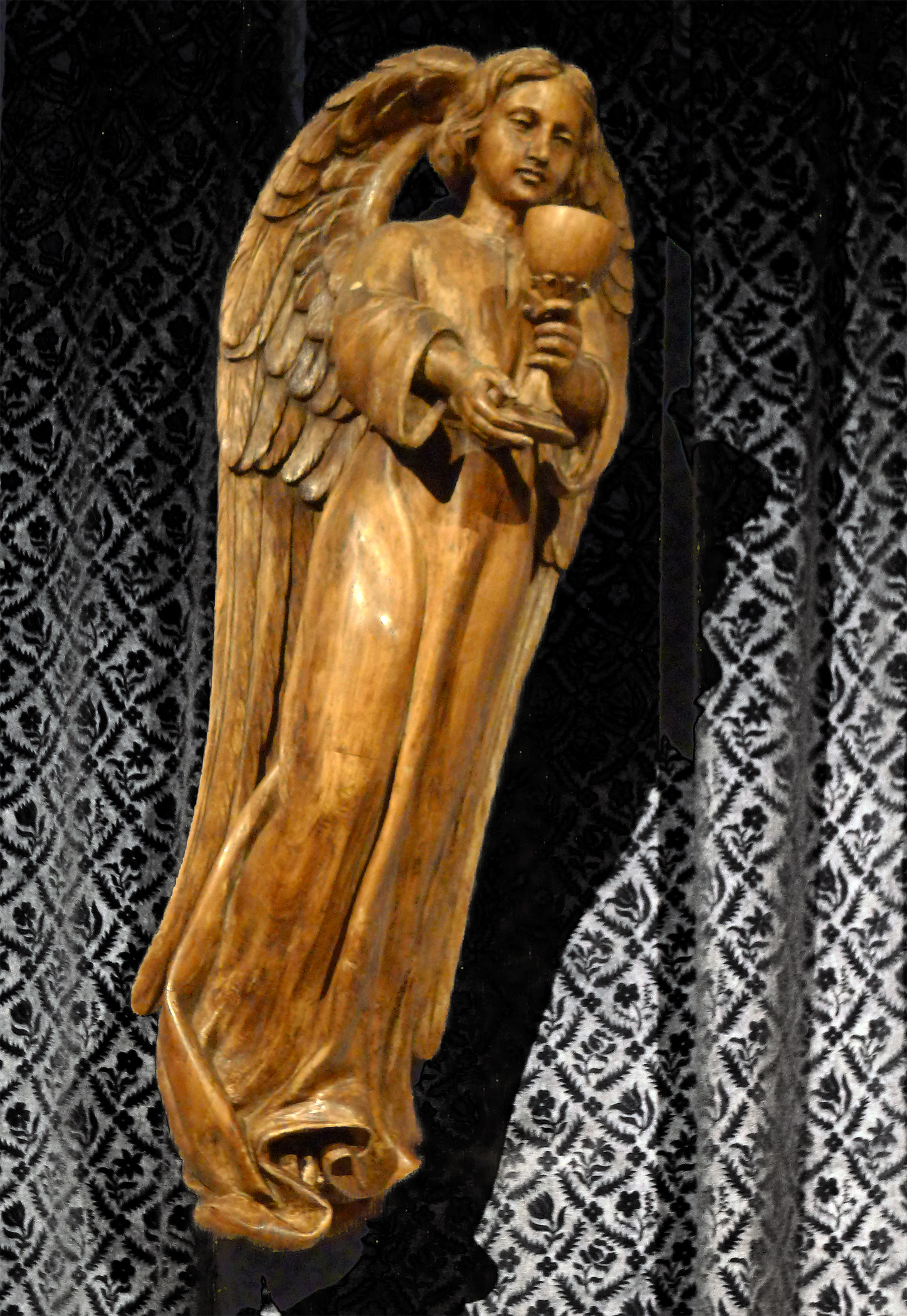
Monte de los Olivos: El ángel portando el cáliz.
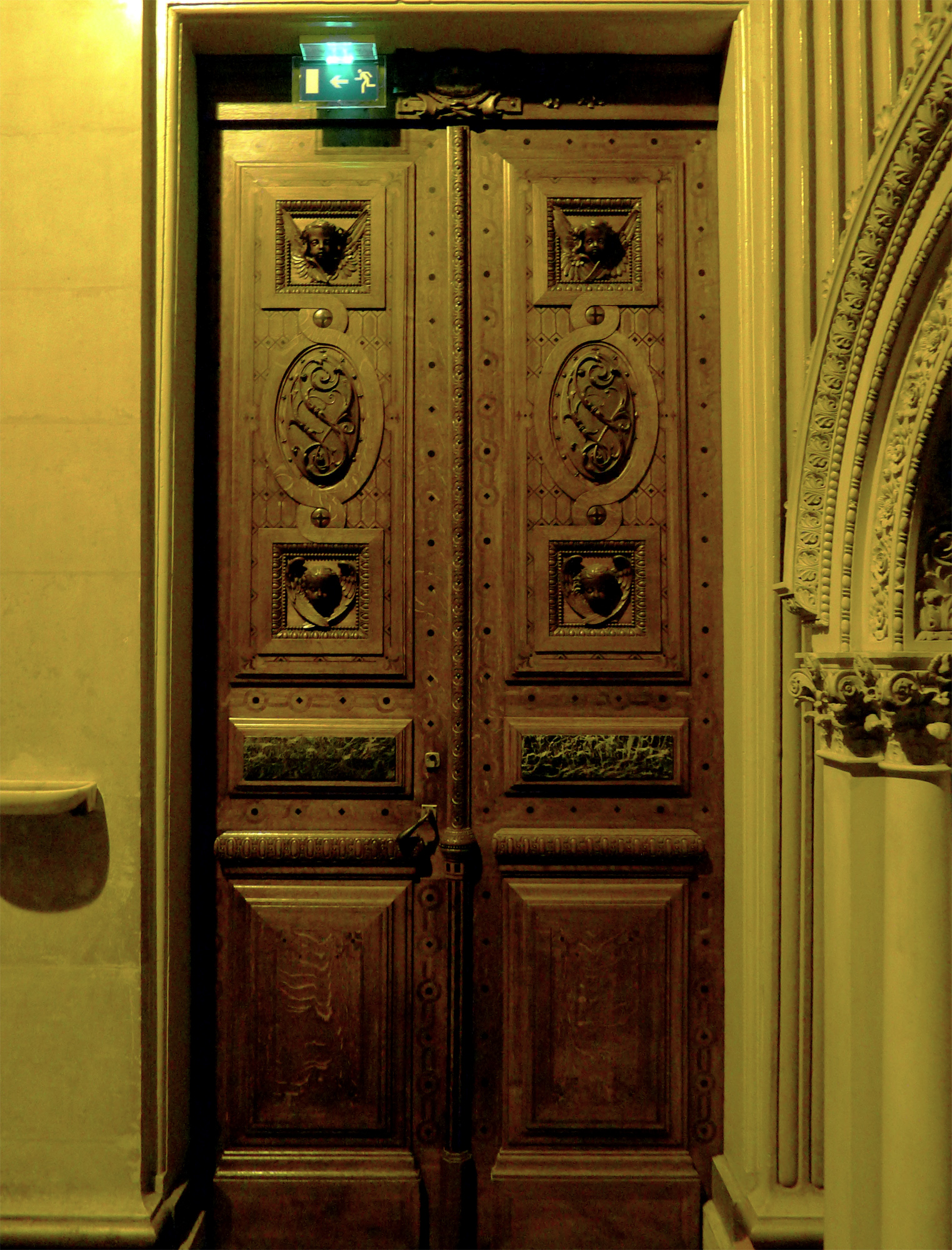
Puerta decorada.
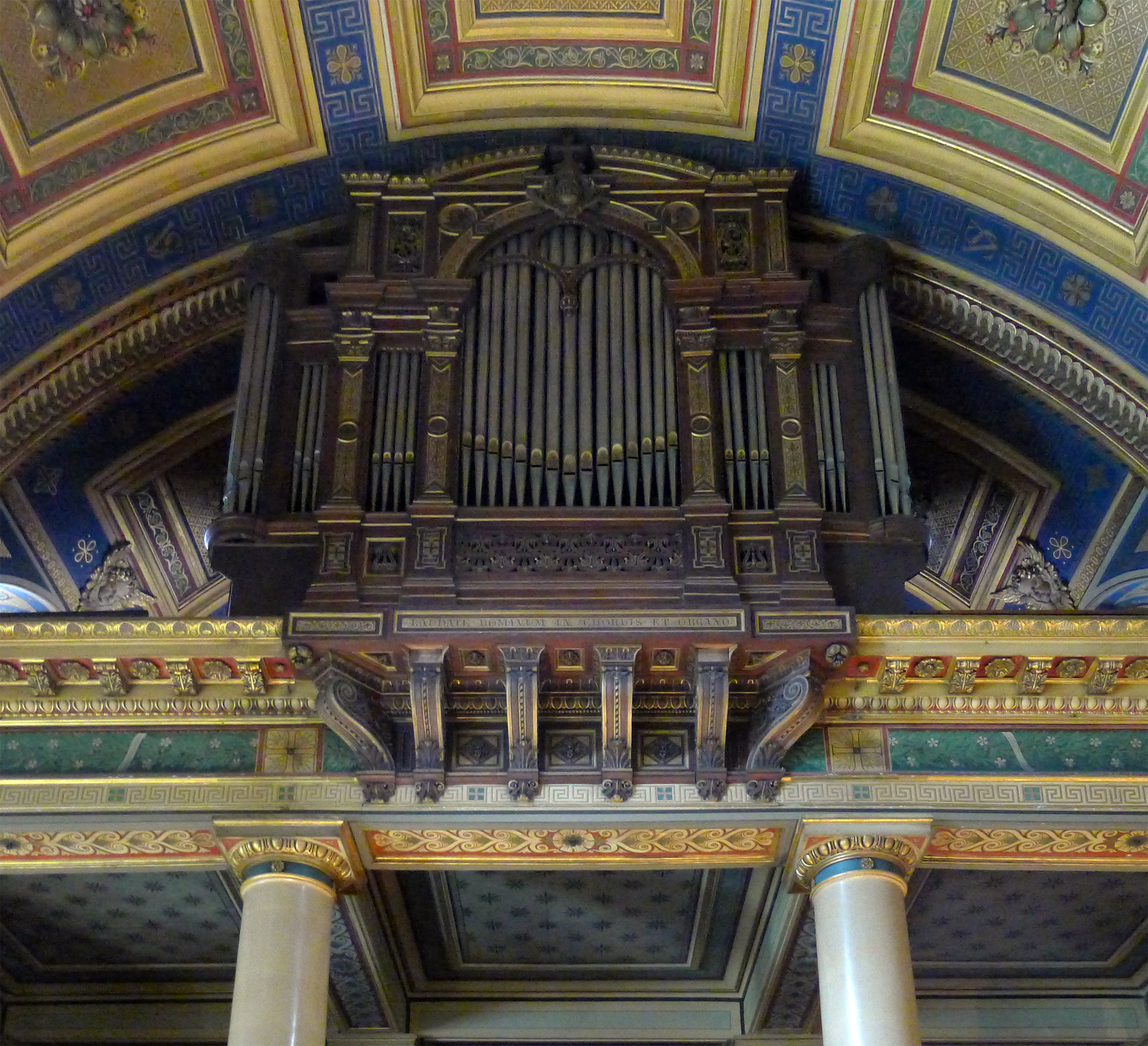
El órgano construido por Cavaillé-Coll.